# 加藤直士
加藤 直士（かとう なおし、1873年9月5日 - 1952年2月12日）は、日本の宗教哲学者、ジャーナリスト、翻訳家、実業家。

## 生涯
山形県出身。1891年新潟の北越学館卒。学生時代に受洗し、卒業後は輸出絹物商をするが失敗。1903年から伝道師をしつつ「新人」を編集し、宗教哲学者としてレフ・トルストイの「我懺悔」などの訳書を刊行。
1907年「基督教世界」の主筆となり、1914年滞英中に大阪毎日新聞ロンドン特派員となり、のち英文毎日の主筆を務めた。
1927年実業界に入り、日本ゼネラル・モータース外務理事などを歴任。
政治家の加藤精三の叔父である。

## 著書
- 『恋愛の福音』（警醒社ほか） 1894
- 『宗教界の三偉人』（警醒社） 1905
- 『ICS語学蓄音会話篇 英語蓄音器附属教科書』（小林商店） 1906
- 『文芸ト宗教』（昭文堂） 1907
- 『小林富次郎伝』（警醒社） 1911
- 『日曜学校教案 少年少女科教案』（警醒社） 1910 - 1911
- 『改造の欧洲より』（実業之日本社） 1920
- 『パレスチナ印象記』（警醒社書店） 1920
- 『東宮殿下の御外遊に陪従して』（大阪毎日新聞社） 1921
- 『人の使ひ方使はれ方 人間工学の提唱』（東洋経済新報社） 1935
- 『就職より立身へ 人間工学の応用』（東洋経済新報社） 1936
- 『世に勝つ 鋼鉄王カーネギーの成功の法則』（東洋経済出版部） 1939
- 『人生の設計』（偕成社） 1941
- 『今井安太郎傳』（今井永廣堂） 1943

### 共著編
- 『最近思想と基督教』（編、基督教世界社） 1907
- 『二問三駁 加藤博士の二問に対する三駁論』（共著、基督教世界社編、警醒社） 1909
- 『基督教提要』（海老名弾正等著、加藤編、基督教世界社） 1910
- 『関西聯合夏期講習会日曜学校講演集』（編、基督教世界社） 1911
- 『日曜学校少年少女科第二年教案』（海老沢亮共著、警醒社） 1912
- 『故宮川経輝先生年譜』（内田政雄共編、大阪基督教会） 1937

## 翻訳
- 『真勇』（トマス・ヒユース、福音舎書店） 1894
- 『我懺悔』（トルストイ、警醒社） 1902
- 『トルストイ之人生観』（訳、救済新報社） 1903
- 『ロバルトソンの美訓 英和対照』（フレデリック・ロバルトソン、中庸堂） 1903
- 『我宗教』（トルストイ、文明堂） 1903
- 『トルストイの日露戦争観』（訳、日高有隣堂） 1904
- 『最近贖罪論』（オーグスト・サバチェー、警醒社） 1908
- 『大英国民』（エミール・ブーミー、重訳、大日本文明協会） 1909
- 『イエスの倫理』（ヘンリー・チャーチル・キング、警醒社） 1910
- 『耶蘇基督之比喩』（ヂヨーヂ・グリーソン、桑田繁太郎共訳、大阪基督教青年会） 1911
- 『羅馬書註解』（サンデイ, ヘツドラム原著、警醒社） 1911
- 『宇宙の統一』（ジョーゼフ・コーサンド、警醒社） 1912
- 『現代宗教哲学の主要問題』（ルドルフ・オイケン、警醒社書店） 1913
- 『東西思想の統一』（ジヨーセフ・コーサンド、警醒社書店） 1913
- 『英国戦時の努力』（メーリー・エー・ウオード、実業之日本社） 1917
- 『現代人の悩み』（ヨハン・ボーヤー、新潮社、泰西最新文芸叢書） 1922
- 『ダルトン教育案』（ヘレン・パーカスト、赤坂清七共訳、大阪毎日新聞社ほか） 1924
- 『景気転換論』（サー・ヂョーヂ・ペーシユ、千倉書房） 1932
- 『フオードは何うして成功したか 着想の勝利を語るヘンリー・フォード一代記』（グレーブス、東洋経済新報社） 1935
- 『短縮聖書 旧約聖書の巻, 新約聖書の巻』（ケント、訳編、創元社） 1936 - 1937
- 『人を動かす』（デール・カーネギー、創元社） 1937
- 『五分間伝記』（デール・カーネギー、創元社） 1938
- 『無名の弟子の書けるイエス伝』（訳、教文館） 1941
- 『現代科学と神の再発見』（バヴインク、賀川豊彦共訳、三光社） 1942
- 『道は開ける』（D・カーネギー、創元社） 1950